# Peter Schoof

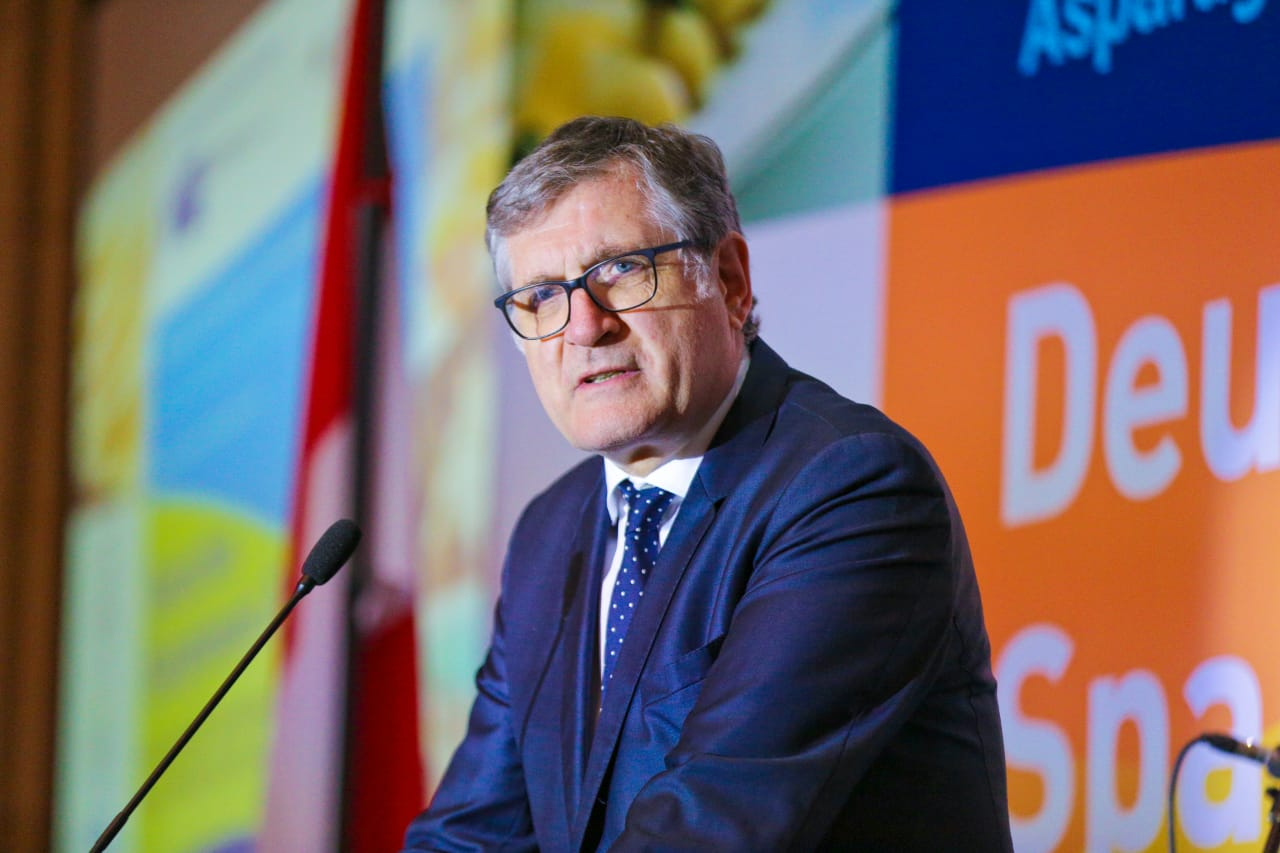
Peter Schoof

Peter Schoof (* 17. Dezember 1955 in Düsseldorf) ist ein deutscher Diplomat. Er war zuletzt von 2018 bis 2021 Deutscher Botschafter in Indonesien und Osttimor.

## Werdegang
Schoof studierte Politikwissenschaft und Geschichte an der Albert-Ludwigs-Universität Freiburg.  Nach dem Staatsexamen 1980 war er dort als wissenschaftlicher Angestellter tätig und promovierte 1983 zum Dr. phil. 
Anschließend begann Schoof seine diplomatische Karriere als Referent beim Hohen Flüchtlingskommissar der Vereinten Nationen UNHCR in Genf sowie in Islamabad in Pakistan. 1988 wechselte er in den deutschen diplomatischen Dienst und absolvierte den Vorbereitungsdienst im Auswärtigen Amt. Von 1990 bis 1992 war er an der deutschen Botschaft in Damaskus tätig, von 1992 bis 1994 als Personalreferent für den höheren Dienst im Auswärtigen Amt. Es folgten Verwendungen als politischer Referent bei der Ständigen Vertretung bei den Internationalen Organisationen in Genf, als stellvertretender Referatsleiter für transatlantische Beziehungen im Auswärtigen Amt, als Pressesprecher der Ständigen Vertretung bei der Europäischen Union in Brüssel, als Referatsleiter für Grundsatzfragen der Europäischen Union im Auswärtigen Amt (2006–2011) und als Beauftragter für die bilateralen Beziehungen zu den EU-Mitgliedstaaten (2011–2014).
Von 2014 bis 2017 war Schoof deutscher Botschafter in Griechenland. Von 2017 bis 2018 war er Chefinspekteur des Auswärtigen Amts. 2018 wurde er als Botschafter der Bundesrepublik Deutschland in Indonesien akkreditiert. Am 1. März 2019 übergab er seine Zweitakkreditierung an Osttimors Staatspräsidenten Francisco Guterres. Mitte 2021 endete die Amtszeit von Peter Schoof in Indonesien und Osttimor und er wurde von Ina Lepel abgelöst.

## Quelle
- Lebenslauf auf der Webseite der Deutschen Botschaft Jakarta (Memento vom 11. April 2020 im Internet Archive)

| Vorgänger                             | Amt                                        | Nachfolger   |
| ------------------------------------- | ------------------------------------------ | ------------ |
| Wolfgang Dold                         | Deutscher Botschafter in Athen 2014–2017   | Jens Plötner |
| Michael Freiherr von Ungern-Sternberg | Deutscher Botschafter in Jakarta 2018–2021 | Ina Lepel    |

| Personendaten    | Personendaten      |
| ---------------- | ------------------ |
| NAME             | Schoof, Peter      |
| KURZBESCHREIBUNG | deutscher Diplomat |
| GEBURTSDATUM     | 17. Dezember 1955  |
| GEBURTSORT       | Düsseldorf         |